# Metlapilcoatlus
Metlapilcoatlus – rodzaj jadowitych węży z podrodziny grzechotników (Crotalinae) w obrębie rodziny żmijowatych (Viperidae).

## Rozmieszczenie geograficzne
Rodzaj obejmuje gatunki występujące od Meksyku przez Amerykę Centralną do Panamy (Meksyk, Belize, Gwatemala, Salwador, Honduras, Nikaragua, Kostaryka i Panama). 

## Systematyka
Rodzaj zdefiniował w 2019 roku zespół amerykańskich herpetologów – Jonathan A. Campbell, Darrel Richmond Frost i Todd Adam Castoe – w artykule zatytułowanym Nowa nazwa rodzajowa dla skaczących grzechotników (Serpentes: Viperidae), opublikowanym w czasopiśmie „Revista Latinoamericana de Herpetología”. Gatunkiem typowym jest (oryginalne oznaczenie) M. mexicanus.

### Etymologia
Metlapilcoatlus: nahuatl metlapil ‘gruby tłuczek stosowany wraz z kamieniem młyńskim zwanym metate’; coatl ‘wąż’; na większości obszaru występowania gatunki z tego rodzaju mają różne nazwy odnoszące się do tego narzędzia.

### Podział systematyczny
Do rodzaju należą następujące gatunki:
- Metlapilcoatlus borealis Tepos-Ramírez, Flores-Villela, Velasco, Lara, García-Rubio & Jadin, 2021
- Metlapilcoatlus indomitus (Smith & Ferrari-Castro, 2008)
- Metlapilcoatlus mexicanus (Duméril, Bibron & Duméril, 1854)
- Metlapilcoatlus nummifer (Rüppell, 1845)
- Metlapilcoatlus occiduus (Hoge, 1966)
- Metlapilcoatlus olmec (Pérez-Higareda, Smith & Juliá-Zertuche, 1985)